# Take Care
Cet article concerne l'album de Drake. Pour la chanson du même chanteur, voir Take Care.
Albums de Drake
Thank Me Later
(2010) Nothing Was the Same
(2013)
Singles
1. Headlines
Sortie : 9 août 2011
2. Make Me Proud
Sortie : 16 octobre 2011
3. The Motto
Sortie : 29 novembre 2011
4. Take Care
Sortie : 21 février 2012
5. HYFR (Hell Ya Fucking Right)
Sortie : 24 avril 2012

Take Care est le 2e album studio de Drake qui est sorti le 15 novembre 2011. Plusieurs artistes ont participé à la création de cet album avec le chanteur canadien dont Stevie Wonder. Il a remporté le Grammy Award du meilleur album de rap en 2013.

## Genèse
Après la sortie de son premier album en 2010, Thank Me Later, qui souffrit d'une comparaison à sa mixtape So Far Gone, le rappeur Drake promet qu'« avec l'esprit libre, un peu plus de temps, et un autre état d'esprit », il peut « faire un bon album ». En novembre 2010, Drake révèle le titre de son deuxième album studio. En comparaison de son premier album, Drake révèle à Y.C Radio 1 que Thank Me Later a été fait à la va-vite :

« Je n'ai pas pu prendre le temps que je voulais pour faire le disque. Je me suis précipité sur un grand nombre de chansons et musicalement, je n'ai pas eu le temps de m'asseoir avec le disque et me dire, « je devrais changer ce couplet ». Une fois qu'il a été fini, il était fini. C'est pour cela que mon nouvel album s’appelle Take Care, parce que je dois prendre mon temps pour celui-ci. »

— Drake
Drake mentionne après la OVO Fest 2011 que Take Care pourrait avoir 18 chanson, et que Stevie Wonder contribue à la direction artistique de l'album et qu'il figurera sur l'album. L'album est principalement enregistré au Canada à Toronto.

## Liste des pistes
| 1.    | Over My Dead Body                                      | Aubrey Graham, Noah Shebib, Chantal Kreviazuk           | Noah « 40 » Shebib, Chantal Kreviazuk (co.) | 4:33 |
| 2.    | Shot for Me                                            | Graham, Shebib, Abel Tesfaye                            | 40                                          | 3:45 |
| 3.    | Headlines                                              | Graham, Matthew Samuels, Shebib, Adrian Eccleston       | Boi-1da, Noah « 40 » Shebib (add.)          | 3:56 |
| 4.    | Crew Love (featuring The Weeknd)                       | Graham, Tesfaye, Daniel McKinney                        | Illangelo, Noah « 40 » Shebib, The Weeknd   | 3:29 |
| 5.    | Take Care (featuring Rihanna)                          | Graham, Jamie Smith, Shebib                             | Jamie xx, Noah « 40 » Shebib                | 4:37 |
| 6.    | Marvins Room                                           | Graham, Shebib, Eccleston, Jason Beck                   | 40                                          | 5:47 |
| 7.    | Buried Alive Interlude (interprété par Kendrick Lamar) | Shebib, Kendrick Lamar, Dwayne Chin-Quee                | Noah « 40 » Shebib, Supa Dups               | 2:31 |
| 8.    | Underground Kings                                      | Graham, Tyler Williams, Shebib                          | T-Minus, Noah « 40 » Shebib                 | 3:33 |
| 9.    | We'll Be Fine (featuring Birdman)                      | Graham, Bryan Williams, Tyler Williams, Shebib          | T-Minus, Noah « 40 » Shebib                 | 4:08 |
| 10.   | Make Me Proud (featuring Nicki Minaj)                  | Graham, Onika Maraj, Williams, Nikhil Seetharam, Shebib | T-Minus                                     | 3:40 |
| 11.   | Lord Knows (featuring Rick Ross)                       | Graham, William Roberts II, Justin Smith                | Just Blaze                                  | 5:08 |
| 12.   | Cameras / Good Ones Go Interlude                       | Graham, Shebib, Tesfaye                                 | Noah « 40 » Shebib, Drake (co.)             | 7:15 |
| 13.   | Doing It Wrong (harmonica par Stevie Wonder)           | Graham, Shebib                                          | 40                                          | 4:25 |
| 14.   | The Real Her (featuring Lil Wayne & André 3000)        | Graham, Dwayne Carter Jr., André Benjamin, Shebib       | Noah « 40 » Shebib, Drake (co.)             | 5:21 |
| 15.   | Look What You’ve Done                                  | Graham, J. Woodward, Shebib                             | Chase N. Cashe, Noah « 40 » Shebib (co.)    | 5:02 |
| 16.   | HYFR (Hell Ya Fucking Right) (featuring Lil Wayne)     | Graham, Carter, Williams, Shebib                        | T-Minus                                     | 3:27 |
| 17.   | Practice                                               | Graham, Shebib, Tesfaye                                 | Noah « 40 » Shebib, Drake (co.)             | 3:58 |
| 18.   | The Ride                                               | Graham, Tesfaye                                         | Doc McKinney, The Weeknd                    | 5:51 |
| 79:49 |                                                        |                                                         |                                             |      |

| Titre bonus iTunes | Titre bonus iTunes              | Titre bonus iTunes       | Titre bonus iTunes | Titre bonus iTunes | Titre bonus iTunes | Titre bonus iTunes | Titre bonus iTunes | Titre bonus iTunes | Titre bonus iTunes |
| No                 | Titre                           | Auteur                   | Producteur(s)      | Durée              |                    |                    |                    |                    |                    |
| ------------------ | ------------------------------- | ------------------------ | ------------------ | ------------------ | ------------------ | ------------------ | ------------------ | ------------------ | ------------------ |
| 19.                | The Motto (featuring Lil Wayne) | Graham, Carter, Williams | T-Minus            | 3:01               |                    |                    |                    |                    |                    |
| 20.                | Hate Sleeping Alone             | Graham, Shebib           | Noah « 40 » Shebib | 3:33               |                    |                    |                    |                    |                    |
| 86:13              |                                 |                          |                    |                    |                    |                    |                    |                    |                    |

### Singles
- Headlines : Premier single de l'album. Il a été produit par Boi-1da et Noah « 40 » Shebib et est lancé sur iTunes le 9 août 2011. Le 2 octobre 2011, le chanteur poste via son blog le vidéo clip[7] officiel de la chanson.
- Make Me Proud (Feat. Nicki Minaj) : En duo avec Nicki Minaj est officiellement publié sur le blog[8] officiel du chanteur le 13 octobre 2011. Produit par T-Minus and Kromatik, le single est lancé sur iTunes le 16 octobre 2011. Aucune vidéo n'a cependant été tournée.
- The Motto (Feat. Lil Wayne) : Il sera le 3e single. La vidéo a été tournée à Oakland par Lamar Taylor & Hyghly Alleyne.
- Take Care (Feat. Rihanna) : Le quatrième single de l'album du même nom. Sorti le 21 février 2012. Une vidéo a également été tournée avec la chanteuse afin de promouvoir la chanson. La vidéo est réalisée par Yoann Lemoine (Woodkid).
- HYFR (Hell Yeah Fuckin' Right) : En Featuring avec Lil Wayne est le cinquième single sorti le 24 avril 2012

### Singles Promotionnels
- Marvin's Room : Une vidéo promotionnelle est postée sur le compte Vimeo de Drake OctobersVeryOwn.
- Practice : Deuxième single promotionnel, une vidéo où Drake apparaît quelques secondes à la fin est postée sur son compte Vimeo OctobersVeryOwn.

## Pochette
« Drake pose, la mine grave, au milieu d'un décor rococo un peu sinistre. Flanqué d'un presse-papier en forme de hibou et d'un cierge allumé, le Canadien pose son regard au fond d'une coupe en or. »

— Jean-Baptiste Vieille

## Accueil

### Critiques
Jean-Baptiste Vieille du magazine Tsugi, explique que pour lui « les premiers extraits de Take Care forment une collection homogène de gimmicks charmeurs, de nappe étouffées et de futilités profondes ». Avant de poursuivre que « mis en perspective avec la pochette de l'album, ces titres sont la promesse que l'artiste a compris l'essence de la musique » à savoir « quelque part entre rap et R&B, vantardise à moitié vide et mélancolie à moitié pleine ». Vieille conclut que « Drake chante ses vanités ».

### Classement
| Classement (2011)            | Meilleure position |
| ---------------------------- | ------------------ |
| Canadian Albums Chart        | 1                  |
| Pays-Bas                     | 38                 |
| Irlande                      | 30                 |
| Nouvelle-Zélande             | 19                 |
| Suisse                       | 45                 |
| UK Albums Chart              | 5                  |
| Billboard 200                | 1                  |
| Billboard R&B/Hip-Hop Albums | 1                  |
| Billboard Rap Albums         | 1                  |